# 한국식공간학회
한국식공간학회는 식공간 관련 학계 및 업계간의 학문적 연구활동과 정보의 교류를 통하여 한국 식문화 발전에 기여할 목적으로 2009년 11월 26일 설립된 대한민국 농림수산식품부 소관의 사단법인이다. 사무실은 서울특별시 종로구 낙원동 55-1 2층에 있다.

## 주요 사업
- 식공간 관련 학술연구와 발표
- 학술지 및 연구 자료의 출판, 학술세미나 및 전시회 개최
- 식공간 관련 교육 프로그램 개발 및 연구자료 수집?보급
- 본회와 목적을 같이하는 국내외 학술단체와의 제휴, 산학협동 사업 또는 교류 증진
- 회원 상호간의 친목도모
- 기타 본 학회의 설립 목적 달성에 필요한 사업